# Mitreo delle Terme del Mitra
Il Mitreo delle Terme del Mitra (I,XVII,2) era un mitreo, luogo di culto del mitraismo, che si trovava nella regio I della città romana di Ostia.

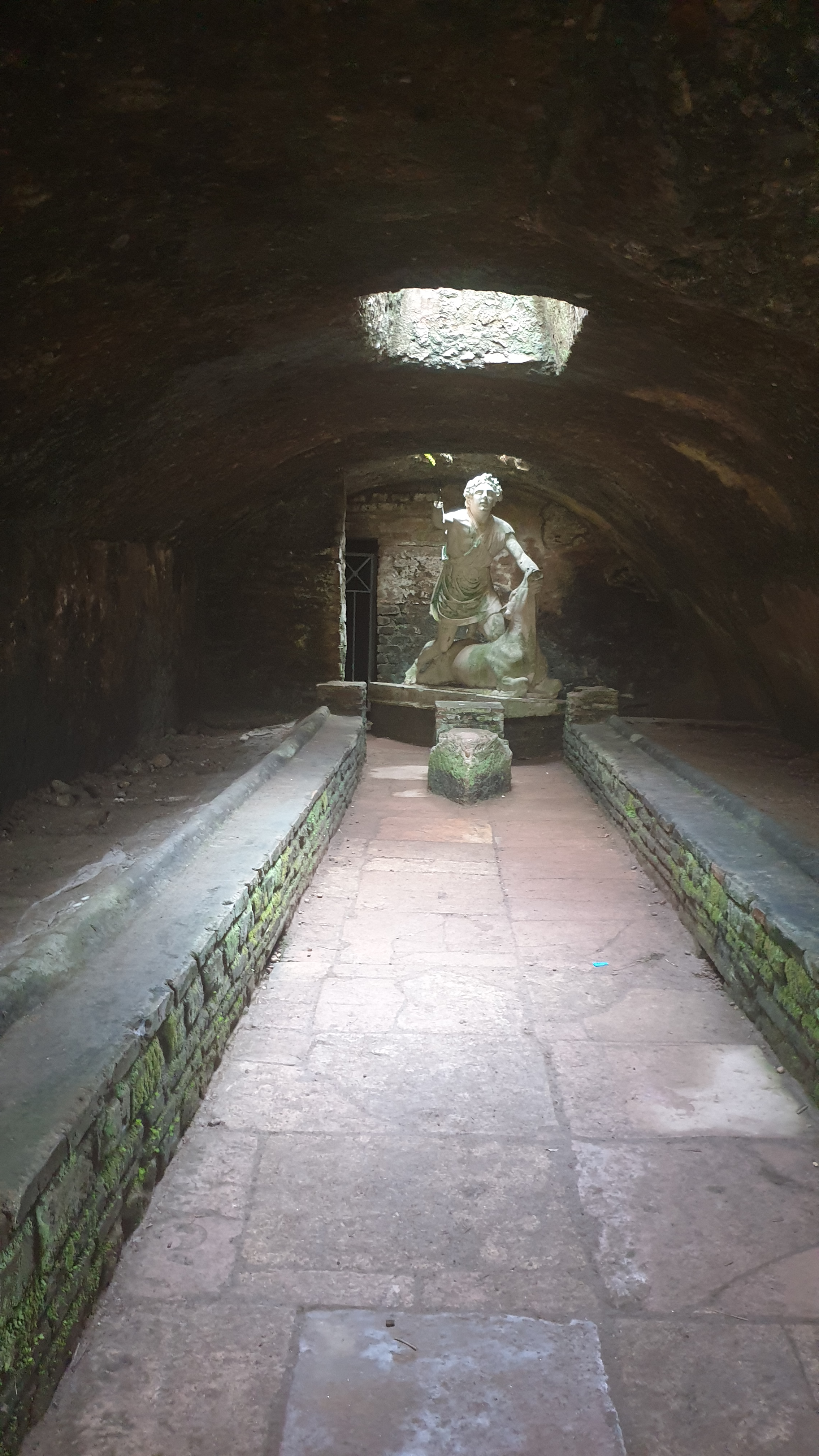
Il mitreo con la statu del Mitra che uccide il toro

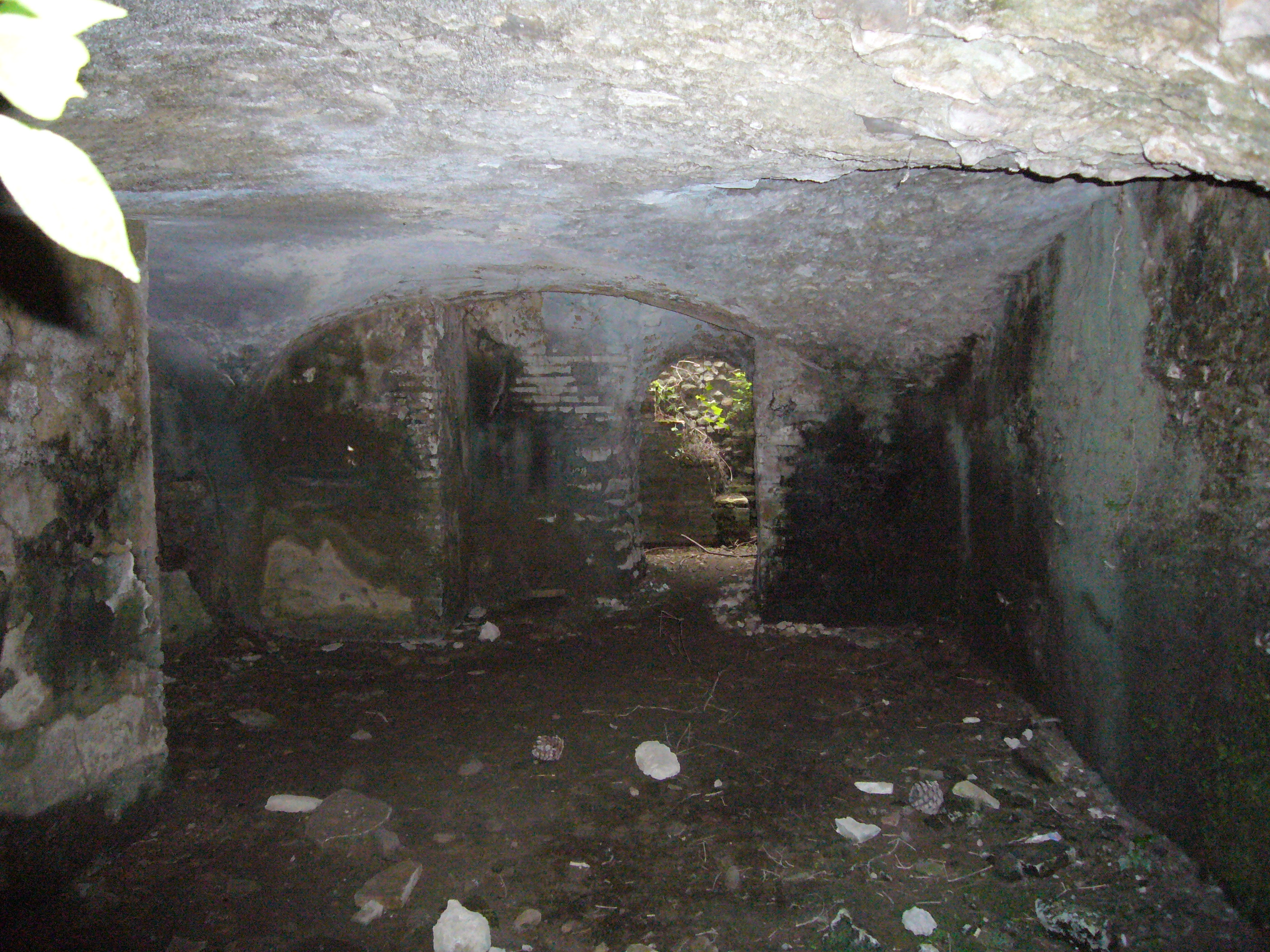
Ingresso al mitreo

## Descrizione
Il mitreo si trova nell'angolo nord occidentale delle Terme del Mitra, che si trovavano a nord ovest rispetto al Foro, e sono accessibili attraverso una scala esterna idell'edificio termale.
Le misure interne sono 15,37 x 4,55 metri, l'altezza massima della volta è 2,10 metri. Il mitreo si compone di due ambienti, uno di accesso e uno dedicato al culto vero e proprio, realizzati in modo che entrando attraverso le scale, non fosse immediatamente visibile la statua del Mitra. All'ambiente principale fu aggiunto un muro di fondo con una porta sul lato est, che conduceva all'area di servizio.
Nella volta ci sono due lucernari quadrati, uno al centro, uno nella parte sud, sopra la testa di Mitra in procinto di uccidere il toro, dal che si può dedurre che le cerimonie nel santuario si svolgevano durante il giorno, o forse quando le terme non fossero ancora aperte, il che ci porta alle prime ore del mattino, forse all'alba. Nel lato est della volta, vicino all'ingresso, c'è una nicchia quadrata poco profonda (0,60 x 0,60), dipinta di rosso, presumibilmente per un rilievo o un'iscrizione.
I podi sono bassi e divisi in due sezioni da un arco di rinforzo preesistente in opus latericium; all'estremità sud dei podi ci sono due piccoli pilastri in mattoni, in cima ai quali sono state trovate due piccole piramidi tronche di tufo con una superficie ruvida, un riferimento alla roccia da cui nacque Mitra (saxigenus). Nel lato verticale dei podi, a metà del santuario, ci sono delle nicchie, che probabilmente contenevano due piccoli altari di tufo.
Il santuario ha un pavimento in mattoni. Dietro i podi è stata trovata in situ una statua, appoggiata su una base in muratura posta in diagonale. La testa del dio era illuminata in modo scenografico attraverso un lucernario. La statua originale è conservata nel Museo archeologico ostiense, è alta 170 cm, ed è realizzata in marmo greco. La lama del coltello è mancante, probabilmente era fatta di metallo. Il berretto frigio fu realizzato separatamente e manca anch'esso, così come i raggi metallici che erano fissati in fori. La testa del toro, la testa e un braccio di Mitra furono trovati in un canale di scolo nel mitreo, insieme a piccoli frammenti della statua, proabilmente gettati via dai cristiani.

## Iscrizioni
Il petto del toro reca un'iscrizione:
```
 KRITΩΝ / AΘHNAIOΣ / EΠOIEI 
```

Kriton di Atene la fece